# گروه گذرنامه پنج ملت

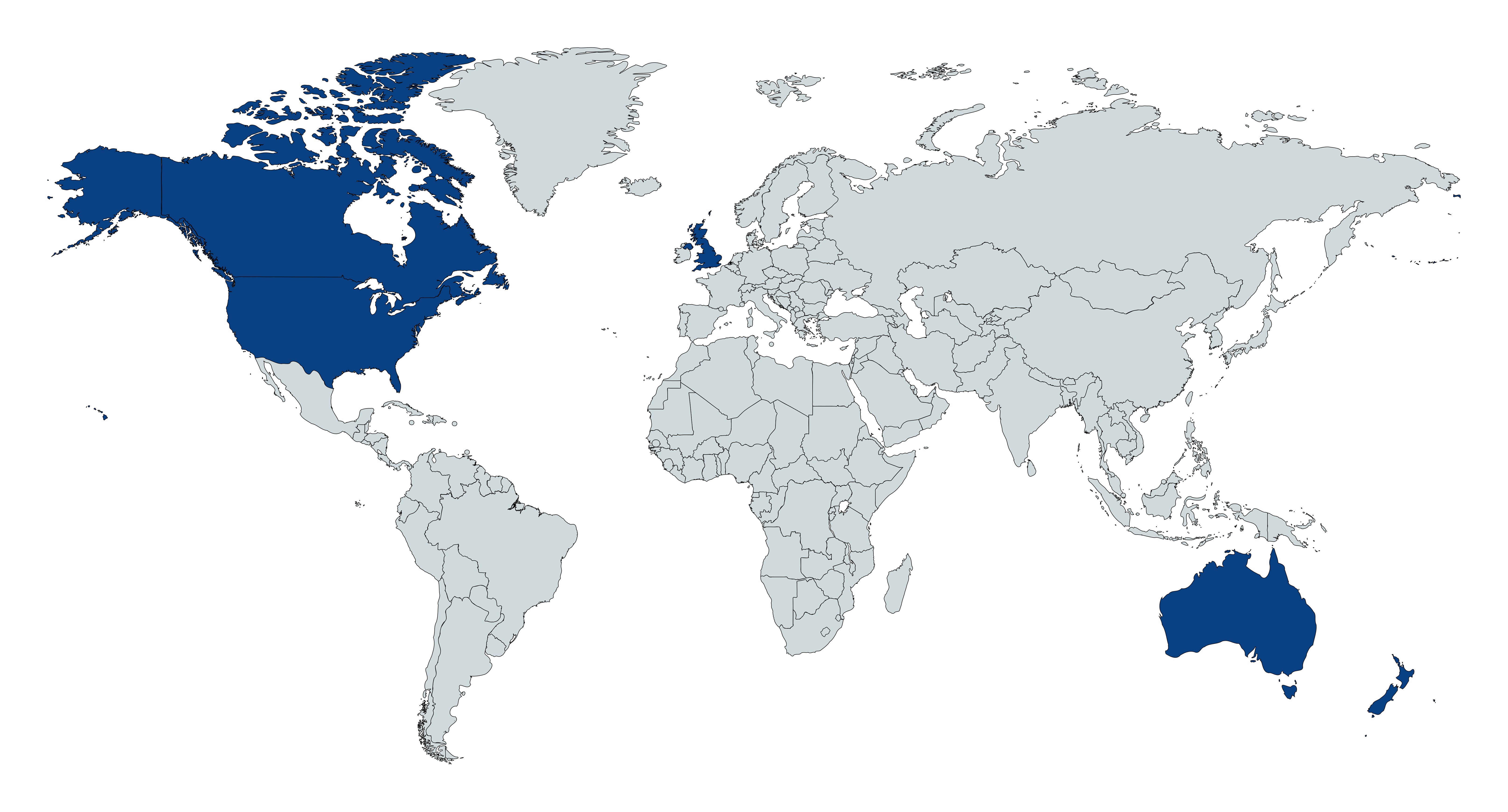
گروه گذرنامه پنج ملت

گروه گذرنامه پنج ملت یک انجمن بین‌المللی بین سازمان‌های صادر کننده گذرنامه پنج کشور استرالیا، کانادا، نیوزیلند، بریتانیا و آمریکا است. اعضای این گروه بهترین راهکارها و نوآوری‌های مربوط به سیاست‌گذاری امور گذرنامه را به اشتراک می‌گذارند. بنابراین، هماهنگی بین این پنج کشور برای صدور اسناد مسافرتی امن، انجام مسافرت بین‌المللی ایمن، و حفاظت از مرزهای ملی آنها تضمین می‌شود.
گردهمایی سالانه گروه گذرنامه پنج ملت به صورت حضوری و کاملاً غیر رسمی بین مقامات سازمان‌های مربوطه و برخی سازمان‌های دعوت شده مانند وزارت بازرگانی و امورخارجه ایرلند (استثناعا دعوت شده در سال ۲۰۱۱) برگزار می‌شود. پیشینه این گروه، دست‌کم به سال ۲۰۰۴ باز می‌گردد.

## اعضا
- استرالیا: دفتر گذرنامه استرالیایی
- ایالات متحده آمریکا: وزارت امور خارجه ایالات متحده آمریکا
- کانادا: مهاجرت، پناهندگان و شهروندی کانادا
- بریتانیا: دفتر گذرنامه علیاحضرت
- نیوزیلند: وزارت امور داخلی نیوزیلند

## گذرنامه‌ها
- گذرنامه استرالیایی
- گذرنامه آمریکایی
- گذرنامه کانادایی
- گذرنامه بریتانیایی
- گذرنامه نیوزیلندی

| کشور                    | تعداد گذرنامه‌های موجود       | جمعیت کشور                | درصد افراد دارنده گذرنامه کشور مطبوع |
| ----------------------- | ---------------------------- | ------------------------- | ------------------------------------ |
| استرالیا                | ۱۳,۸۶۴,۰۳۳ (۲۰۱۷)            | ۲۴,۷۲۲,۷۰۰ (برآورد ۲۰۱۷)  | ۵۶٪                                  |
| کانادا                  | ۲۳,۲۰۰,۰۰۰ (۲۰۱۶)            | ۳۵,۱۵۱,۷۲۸ (سرشماری ۲۰۱۶) | ۶۶٪                                  |
| نیوزیلند                | ۲,۹۰۰,۰۰۰                    | ۴,۸۳۶,۴۵۰ (برآورد ۲۰۱۷)   | ۷۰٪                                  |
| بریتانیا                | ۴۹,۲۰۶,۳۷۰ (۲۰۱۶)            | ۶۵,۶۴۸,۰۰۰ (برآورد ۲۰۱۶)  | ۷۵٪                                  |
| آمریکا                  | ۱۳۶,۱۱۴,۰۳۸* (سال مالی ۲۰۱۷) | ۳۲۵,۳۶۵,۱۸۹ (برآورد ۲۰۱۷) | ۴۲٪                                  |
| * به همراه کارت گذرنامه |                              |                           |                                      |